# 科隆傑巴
科隆傑巴（Kolondiéba）是馬里錫卡索區的城鎮，位於該國西南部，距離區府錫卡索150公里，面積2,270平方公里，海拔高度311米，2009年人口57,898，人口密度為每平方公里25.51人。
11°05′N 6°54′W / 11.083°N 6.900°W